# Picture Post
Le Picture Post était un journal hebdomadaire de photographie publié en Grande-Bretagne de 1938 à 1957.